# Ryan Wittman
Ryan Scott Wittman (Atlanta, Georgia, 26 de octubre de 1987) es un exjugador de baloncesto estadounidense que jugó una temporada como profesional. Con 1,98 metros de estatura, lo hacía en la posición de alero. Es hijo del exjugador y entrenador Randy Wittman.

## Trayectoria deportiva

### Universidad
Jugó cuatro temporadas con los Big Red de la Universidad Cornell, en las que promedió 16,8 puntos, 3,6 rebotes, 1,8 asistencias y 1,0 robos de balón por partido. En su primera temporada fue elegido novato del año de la Ivy League, mientras que en las tres temporadas restantes lo fue en el mejor quinteto absoluto, siendo elegido además Jugador del Año en 2010.

#### Estadísticas
| Año     | Equipo          | PJ  | PT  | MPP  | %TC  | %3P  | %TL  | RPP | APP | ROB | TPP | PPP  |
| ------- | --------------- | --- | --- | ---- | ---- | ---- | ---- | --- | --- | --- | --- | ---- |
| 2006-07 | Cornell Big Red | 28  | 27  | 35.4 | .438 | .431 | .887 | 2.8 | 1.3 | 1.0 | 0.3 | 15.6 |
| 2007-08 | Cornell Big Red | 28  | 28  | 33.7 | .465 | .459 | .867 | 4.2 | 1.5 | 1.0 | 0.1 | 15.1 |
| 2008-09 | Cornell Big Red | 31  | 30  | 34.1 | .452 | .416 | .818 | 3.6 | 2.6 | 0.9 | 0.2 | 18.5 |
| 2009-10 | Cornell Big Red | 34  | 33  | 33.9 | .474 | .426 | .826 | 4.0 | 1.8 | 1.1 | 0.4 | 17.5 |
| Total   | Total           | 121 | 118 | 34.8 | .458 | .431 | .844 | 3.6 | 1.8 | 1.0 | .2  | 16.8 |

### Profesional
Tras no ser elegido en el Draft de la NBA de 2010, jugó con los New York Knicks y los Boston Celtics las Ligas de Verano de la NBA. En agosto de ese año fichó por el Fulgor Libertas Forlì de la liga italiana, donde promedió 15,2 puntos y 4,0 rebotes por partido, siendo cortado en el mes de diciembre.
En febrero de 2011, ya en su país, fichó por los Fort Wayne Mad Ants, donde acabó la temporada promediando 7,1 puntos y 2,3 rebotes por partido.
La temporada siguiente fichó por el Stelmet Zielona Góra polaco, pero fue despedido antes del comienzo de la competición.